# Brigades dels Màrtirs d'Al-Aqsa
Les Brigades dels Màrtirs d'Al-Aqsa (àrab: كتائب شهداء الأقصى, Katāʾib Xuhadāʾ al-Aqṣà) són una organització armada palestina que ha esdevingut la branca militar del partit polític Fatah, molts dels membres de les brigades, han militat abans en l'organització juvenil Tanzim, un grup proper al partit Fatah.

## Història del grup
Les brigades van néixer amb l'esclat de la Segona Intifada (que també fou coneguda com la Intifada d'Al-Aqsa) en l'any 2000, després dels enfrontaments del 29 de setembre en el Mont del Temple (Esplanada de les Mesquites) de Jerusalem. El nom d'aquest grup està relacionat amb la Mesquita d'Al-Aqsa (àrab: المسجد الاقصى, al-Masjid al-Aqṣà), que està situada a Jerusalem, tot i que Fatah és un moviment laic.
Després de la mort del President palestí Iàssir Arafat l'11 de novembre de 2004, el grup va anunciar que signaria els seus atacs en nom de les Brigades del màrtir Iàssir Arafat. Les Brigades dels Màrtirs d'Al-Aqsa, estan vinculades a Fatah, però gaudeixen d'una gran autonomia, i estan formades per desenes de grups armats disseminats per Cisjordània i la Franja de Gaza.
És important no confondre les Brigades dels Màrtirs d'Al-Aqsa amb la Força 17 (la guàrdia personal del líder palestí Iàssir Arafat) ni amb la Policia Civil Palestina. Les Brigades dels Màrtirs d'Al-Aqsa és un grup format per voluntaris i, per tant, mai ha tingut una llista oficial d'afiliats.
El grup està construït per cèl·lules independents per protegir els membres de ser descoberts per les autoritats policials israelianes. Des de l'arrest en 2002 del seu fundador, Marwan Barghuti, les Brigades dels Màrtirs d'Al-Aqsa no ha tingut un cap indiscutible, ni del seu calibre. Alguns grups locals com els que actuen a Jenin o a Nablus, en el nord de Cisjordània, són tan radicals com el grup Hamàs, amb el qual de vegades col·laboren en atemptats o en atacs terroristes.
Durant els anys 80 i els anys 90 del segle xx, i particularment durant la Primera Intifada, que va començar en 1987 en la Franja de Gaza i en l'Àrea de Judea i Samaria (Cisjordània), es van crear moltes branques armades afiliades amb moviments polítics. Del grup Hamàs van sorgir les Brigades Izz ad-Din al-Qassam i els falcons de Fatah. També va haver-hi altres grups regionals que, encara que afiliats al mateix partit polític, no tenien relació amb aquests grups.
En 1994, el primer president de l'Autoritat Nacional Palestina, Iàssir Arafat es va estimar més unir a tots aquests grups en una organització anomenada Tanzim, el cap de la qual va ser Marwan Barghuti, un militant jove i popular de l'àrea de Ramallah. El Tanzim va cometre els majors atacs terroristes contra els ciutadans israelians. Aquests atacs van ser explicats pels oficials de l'Autoritat Nacional Palestina com la resposta palestina al ritme lent de les negociacions entre l'estat sionista (Israel) i l'Autoritat Nacional Palestina.
Avui és conegut, a través de documents confiscats per Israel durant l'Operació Escut Defensiu en 2002, que el president palestí Iàssir Arafat havia organitzat el grup Tanzim amb l'objectiu de formar un cos lleial al govern palestí, i que tanmateix fos capaç de dur a terme atacs terroristes, sense arriscar la imatge del govern palestí davant de l'opinió pública internacional, i per donar cobertura a les accions militars de l'Autoritat Nacional Palestina, durant les negociacions amb l'estat sionista (Israel).
Les Brigades dels Màrtirs d'Al-Aqsa van ser fundades per Marwan Barghuti, tot i que els seus membres havien estat militants del grup Tanzim. Així sembla clar que la formació de les Brigades dels Màrtirs d'Al-Aqsa, es va produir per una fractura del grup Tanzim.
Al començament de les seves activitats, les Brigades dels Màrtirs d'Al-Aqsa van declarar que només atacarien objectius militars a Cisjordània i en la Franja de Gaza, com una forma d'oposició davant de les polítiques colonialistes de l'estat sionista (Israel) en aquella regió. Tanmateix, en març de 2002, el grup va realitzar un atac a Jerusalem, el Departament d'Estat dels Estats Units va anomenar a les Brigades com a grup terrorista. Des d'aquell atac, les Brigades dels Màrtirs d'Al-Aqsa van seguir atacant objectius dins de les fronteres de l'Estat d'Israel, i de vegades han declarat que l'estat sionista (Israel) no té dret a existir.

## Ideologia i objectius del grup
Les Brigades dels Màrtirs d'Al-Aqsa tenen els següents objectius polítics:
- Cal lluitar pel dret al retorn dels refugiats palestins, lluitar pel dret d'aquestes persones i els seus descendents, a tornar a viure en els indrets a on vivien abans de la Guerra dels Sis Dies de 1967, i la Guerra araboisraeliana de 1948.

- Cal lluitar per aconseguir una Palestina independent. Lluitar per que Jerusalem Est esdevingui la capital de Palestina.

- La lluita armada és el camí, els objectius del poble palestí tan sols es poden aconseguir mitjançant la lluita armada contra l'estat sionista (Israel), per això cal aconseguir l'alliberament dels territoris palestins.

- Tot i que el seu nom prové d'un lloc sagrat de l'islam, les Brigades dels Màrtirs d'Al-Aqsa és un grup laic en el que també hi ha membres cristians, el grup creu en un estat palestí democràtic.

## Relació entre Fatah i Tanzim
Durant la vida del president palestí Iàssir Arafat, la premsa mundial encara no coneixia l'estreta relació existent entre el propi president, el grup Tanzim, les Brigades dels Màrtirs d'Al-Aqsa, i els atacs terroristes.
Tot i que el president Arafat denunciava els atacs en les seves compareixences públiques, alguns comandants de les Brigades dels Màrtirs d'Al-Aqsa van declarar que havien rebut ordres del partit Fatah. Com a exemple, cal assenyalar el que Maslama Thabet va dir al diari USA Today en març de 2002: 
"Nosaltres rebem les nostres instruccions de Fatah. El nostre comandant és el president Iàssir Arafat."
A més, Nasser Badawi, un altre comandant local, va dir al diari New York Times que les Brigades dels Màrtirs d'Al-Aqsa, seguien les instruccions del seu líder, qui era triat per la resta dels comandants menors de les Brigades dels Màrtirs d'Al-Aqsa, i que contràriament al que va dir en les seves declaracions públiques, el president Arafat mai els va demanar aturar els seus atacs.
En novembre de 2002 la BBC va descobrir que Fatah havia pagat 50.000 dòlars a les Brigades dels Màrtirs d'Al-Aqsa en un mes. En juny de 2004, Mahmoud Abbas, qui en aquells temps era el primer ministre de l'Autoritat Nacional Palestina va dir: 
"Nosaltres declarem clarament que les Brigades dels Màrtirs Al-Aqsa són una part de Fatah, i que Fatah té una responsabilitat amb aquest grup".
El cap del grup, Marwan Barghuti, va ser detingut per Israel en març de 2002 i fou acusat d'assassinat, conspiració per assassinar, i pertinença a banda armada. Marwan Barghuti, abans de la seva detenció, era un membre de l'Autoritat Nacional Palestina i fou el secretari general de Fatah a Cisjordània.
En juliol de 2004, Ahmed Qureia, el Primer ministre de l'Autoritat Nacional Palestina en aquell moment, va dir que sense cap mena de dubte, hi havia una relació entre Fatah i les Brigades dels Màrtirs d'Al-Aqsa: 
"Les Brigades dels Màrtirs Al-Aqsa, és la branca militar del moviment Fatah, i no es dissoldrà. Fatah mai renunciarà a la seva branca militar."

## Organització del grup: els caps locals
En l'organització de les Brigades, la posició més determinant és la del cap local, normalment sol ser un militant veterà en la lluita armada contra l'estat sionista (Israel), un exemple molt clar d'aquest lideratge pot ser un líder com Marwan Barghuti, un veterà lluitador contra l'estat sionista. Molts caps locals van ser abans militants en els sindicats d'estudiants existents en les universitats palestines, o bé oficials en els cossos de seguretat de l'Autoritat Nacional Palestina, o fins i tot enginyers. D'aquesta manera s'anomenen els personatges que dissenyen els aparells explosius, i que ajuden a preparar els atacs terroristes. A continuació es mostra una llista d'oficials de les Brigades dels Màrtirs d'Al-Aqsa, alguns d'ells són morts i uns altres són vius, amb la seva zona d'activitat i amb les seves edats respectives.

### Ramallah
- Mahmoud Damra (1961-): Militant de les Brigades dels Màrtirs d'Al-Aqsa i oficial en cap de la Força 17 sent designat per al lloc en la Força 17 en juny de 2006 abans de ser detingut per Israel. Damra era el comandant de la Força 17 durant el setge del recinte de Iàssir Arafat a Ramallah, la Mukata, i era un dels personatges més buscats per Israel en l'operació. El fet de ser Damra el cap de les Brigades dels Màrtirs d'Al-Aqsa a Ramallah, i el fet de tenir llaços personals propers amb Iàssir Arafat, va fer que el President de l'Autoritat Nacional Palestina fos responsable de participar en les operacions de les Brigades dels Màrtirs d'Al-Aqsa. Damra va ser un dels personatges que van protegir el president Iàssir Arafat personalment durant el setge de la Mukata de Ramal·lah per part de les FDI. La decisió de nomenar Damra com a comandant de la Força 17 va provocar el rebuig dels governs d'Israel, els Estats Units, i la Unió Europea.

### Nablus
- Naif Abu Chara (1966-29 de juny de 2004): Naif va ser el fundador de les Brigades dels Màrtirs d'Al-Aqsa a Nablus. Fou un oficial de la Intel·ligència General i va ser assassinat durant una operació de l'Exèrcit israelià (Tsahal) a on també van assassinar Fadi Bahti, un dirigent de la Gihad Islàmica palestina i a Yafer Misr de Hamàs.

- Fadi Kaficha (?-31 d'agost de 2006): fou un enginyer famós per les seves fugides de la policia israeliana. Va ser assassinat en una emboscada israeliana en el barri antic de Nablus.

- Ala Senakré: fou el cap de les Brigades dels Màrtirs d'Al-Aqsa en el camp de refugiats de Balata, a Nablus. Es creu que va ser el comandant de les Brigades dels Màrtirs d'Al-Aqsa en el nord de Cisjordània. Senakré va fer declaracions pel periodista estatunidenc Aaron Klein de World Net Daily, i és citat com un dirigent que recolzava una aliança amb el grup xiita libanès Hesbol·là.

### Jenín
- Zakaries Zubeidi (1976-): fou el segon cap més conegut de les Brigades dels Màrtirs d'Al-Aqsa, després de Marwan Barghuti, i va ser buscat per l'estat sionista (Israel) durant la Segona intifada. Zubeidi va ser un comandant popular i poderós de les Brigades en la zona de Jenín. Es va fer famós a Israel i va aparèixer en alguns diaris israelians, per la seva relació amb Tali Fahima, una activista pacifista, que va ser detinguda per Israel, i que fou jutjada per les seves activitats.

- Yihad Abu-Rub (?): Abu-Rub fou un aliat proper a Zubeidi, Abu-Rub va ser el líder de les Brigades dels Màrtirs d'Al-Aqsa en el camp de refugiats de Kabatia situat en el poble del mateix nom. Abu-Rub tenia molts parents actius en altres grups terroristes com Hamàs i la Gihad Islàmica.

## Atacs
Les Brigades dels Màrtirs d'Al-Aqsa són responsables de dur a terme dotzenes d'atemptats suïcides i tirotejos contra vehicles israelians en l'Àrea de Judea i Samaria (Cisjordània). A continuació hi ha un llistat de les accions del grup.

### Atemptats
- 2 de març de 2002: Beit Yisrael, Jerusalem (11 morts).
- 5 de gener de 2003: Estació d'autobusos Sud, Tel-Aviv (22 morts).
- 29 de gener de 2004: Rehavia, Jerusalem, autobús número 19 (11 morts).
- 14 de març de 2004: Port d'Asdod, realitzat juntament amb Hamàs (10 morts).

- 16 d'octubre de 2005: Les Brigades dels Màrtirs d'Al-Aqsa van declarar la seva responsabilitat en el tiroteig de Gush Etzion (3 morts i 3 ferits israelians).

### Participació d'adolescents
El 24 de març de 2004, un adolescent anomenat Hussam Abdo va ser detingut en un control militar, portant un cinturó amb explosius. Després d'aquesta detenció, una cèl·lula de militants adolescents de les Brigades dels Màrtirs d'Al-Aqsa va ser detinguda a Nablus.

### Altres accions del grup
Les Brigades dels Màrtirs d'Al-Aqsa, són conegudes per fer servir cartells promocionals en les ciutats governades per l'Autoritat Nacional Palestina. Durant els primers tres mesos de 2004. Alguns membres de les Brigades, van ser acusats de dur a terme assalts a periodistes, incloent l'assalt a les oficines del canal de televisió Al-Arabiya, per part de personatges emmascarats, que presumptament eren membres de les Brigades dels Màrtirs d'Al-Aqsa. Aquests atacs van provocar que els periodistes palestins de la Franja de Gaza declaressin una vaga.
Les Brigades dels Màrtirs d'Al-Aqsa van participar activament en els aldarulls de juliol de 2004 en la Franja de Gaza, quan uns oficials palestins van ser segrestats, i les oficines del Ministeri de Seguretat de l'Autoritat Nacional Palestina van ser assaltades. Els aldarulls van provocar que el govern palestí declarés l'estat de emergència. Les Brigades dels Màrtirs d'Al-Aqsa van dur a terme atacs conjunts amb el grup islamista Hamàs. D'altra banda, les Brigades dels Màrtirs d'Al-Aqsa van fer atacs conjunts amb la Gihad Islàmica, els Comitès de Resistència Popular, el Front Popular per a l'Alliberament de Palestina, aquestes organitzacions van rebre el suport del grup xiita libanès Hesbol·là.
Les Brigades realitzen des de la Franja de Gaza trets amb coets Qassam contra Israel, com a resposta a les incursions militars de l'Exèrcit israelià (Tsahal). El 23 de juliol de 2004, un jove àrab de 15 anys va ser assassinat, i dos més van ser ferits quan un d'aquests coets va impactar contra casa seva.
Les oficines de la Unió Europea a Gaza van ser assaltades per 15 membres encaputxats de les Brigades dels Màrtirs d'Al-Aqsa, el 30 de gener de 2006. Els activistes protestaven en contra de les caricatures de Mahoma, aparegudes en el periòdic danès Jyllands-Posten. Els activistes, van demanar una disculpa als governs de Dinamarca i Noruega, i després de 30 minuts, van sortir de les oficines.